# Jok'Travolta
Albums de Jok'Air
Jok'Rambo
(2018) Jok'Chirac
(2020)
Singles
1. Scarla
Sortie : 1er février 2019
2. Comme tu es
Sortie : 14 février 2019
3. Club des 27
Sortie : 27 mars 2019

Jok'Travolta, ou Jok'Travolta (La fièvre) est le deuxième album studio du rappeur français Jok'Air, sorti le 29 mars 2019 sous le label Play Two.

## Genèse
Le 1er février 2019, il publie Scarla, premier single de son futur projet. Il annonce alors la sortie de son album sans pour autant de donner de date. Le 14 février 2019, le jour de la Saint-Valentin, il publie son deuxième single appelé Comme tu es, en featuring avec Alonzo.
Le  17 février 2019 Jok'Air annonce la date de sortie de son deuxième album lors de la webradio hebdomadaire Radio Sexe, à laquelle il était invité[réf. nécessaire]. Le 27 mars 2019, il publie le clip de Club des 27, son troisième single.

## Liste des titres
| No  | Titre                                | Producteur(s)           | Durée |
| --- | ------------------------------------ | ----------------------- | ----- |
| 1.  | Pour mes supporters                  | Randy                   | 3:35  |
| 2.  | Jok'Travolta                         | Fleetzy                 | 4:35  |
| 3.  | Club des 27                          | Lens Dupuy              | 3:37  |
| 4.  | Les yeux sont sur nous               | Randy                   | 4:06  |
| 5.  | 4-5 (ft. Chich et R.O.C Gang)        | RandyP                  | 5:04  |
| 6.  | Bonbon à la menthe (Ft. Mallaury)    | Thomas André            | 5:17  |
| 7.  | Comme tu es (ft. Alonzo)             | Medeline                | 3:29  |
| 8.  | Gangster & Gentleman (ft. Laylow)    | Brice de Place          | 4:26  |
| 9.  | Jay'Z & Beyoncé (ft. Suky)           | Ski                     | 3:32  |
| 10. | Las Vegas                            | Medeline                | 4:16  |
| 11. | Nos souvenirs (ft. Chilla et Yseult) | Thomas André            | 8:05  |
| 12. | Vincent Vega                         | Shadow Prod             | 2:27  |
| 13. | Ola Ola (ft. Sadek)                  | DeezyLBeatz             | 4:09  |
| 14. | Scarla                               | Medeline et Shadow Prod | 3:54  |
| 15. | Papa (ft. La Dictatrice)             | 3M Beats                | 4:32  |
| 16. | À la poursuite du bonheur            | Medeline                | 4:17  |
| 17. | Du sang et des cendres               | Har2Nok                 | 6:30  |
| 18. | Radio sexe (Bonus Track)             | Thomas André            | 3:49  |

## Ventes et certifications

### Album
| Région        | Certification | Ventes/Streams |
| ------------- | ------------- | -------------- |
| France (SNEP) | 2 × Platine   | 200 000        |

### Titres certifiés en France
- Las Vegas  France : Diamant[5]
- Nos souvenirs (ft. Chilla et  Yseult)  France :  Diamant[6]
- Comme tu es (ft. Alonzo)  France :  Platine[7]
- Club des 27 :  Or

## Accueil
L'album Jok'Travolta est salué par la critique rap et suscite un important[pas clair] auprès des fans de Jok'Air, très actif sur les réseaux sociaux. L'album se vend à 4 412 exemplaires lors de la première semaine de sa parution.